# آدم هيو
آدم هيو هو سياسي كندي، ولد في 3 يوليو 1961 بتورونتو في كندا. حزبياً، نشط في الحزب الليبرالي الكندي. وقد انتخب عضو مجلس العموم الكندي عن دائرة Spadina—Fort York (federal electoral district) ‏ وقد انضم خلال فترته النيابية ‏ للكتلة البرلمانية الحزب الليبرالي الكندي.

## وصلات خارجية
- الموقع الرسمي